# Ньюпорт (город, Миннесота)
Ньюпорт (англ. Newport) — город в округе Вашингтон, штат Миннесота, США. На площади 10,1 км² (9,5 км² — суша, 0,6 км² — вода), согласно переписи 2002 года, проживают 3715 человек. Плотность населения составляет 391,7 чел./км².
- Телефонный код города — 651
- Почтовый индекс — 55055
- FIPS-код города — 27-45790[1]
- GNIS-идентификатор — 0648530[2]